# Näsets krog

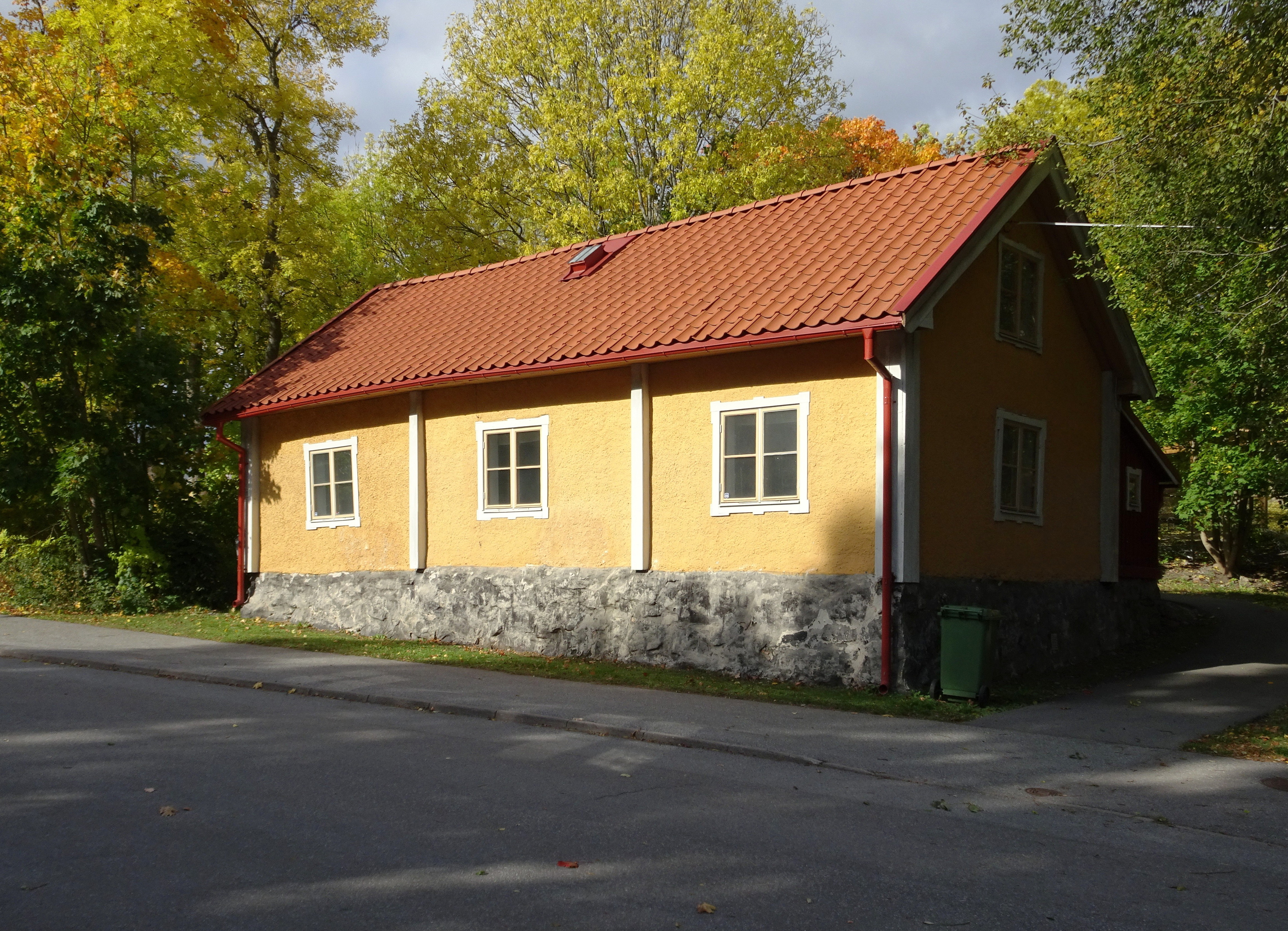
Före detta Näsets krog, 2021.

Näsets krog var en vägkrog från 1700-talet, belägen vid nuvarande Stockholmsvägen 111 i kommundelen Näset i Lidingö kommun. Krogbyggnaden är bevarad och ägs av kommunen.

## Historik

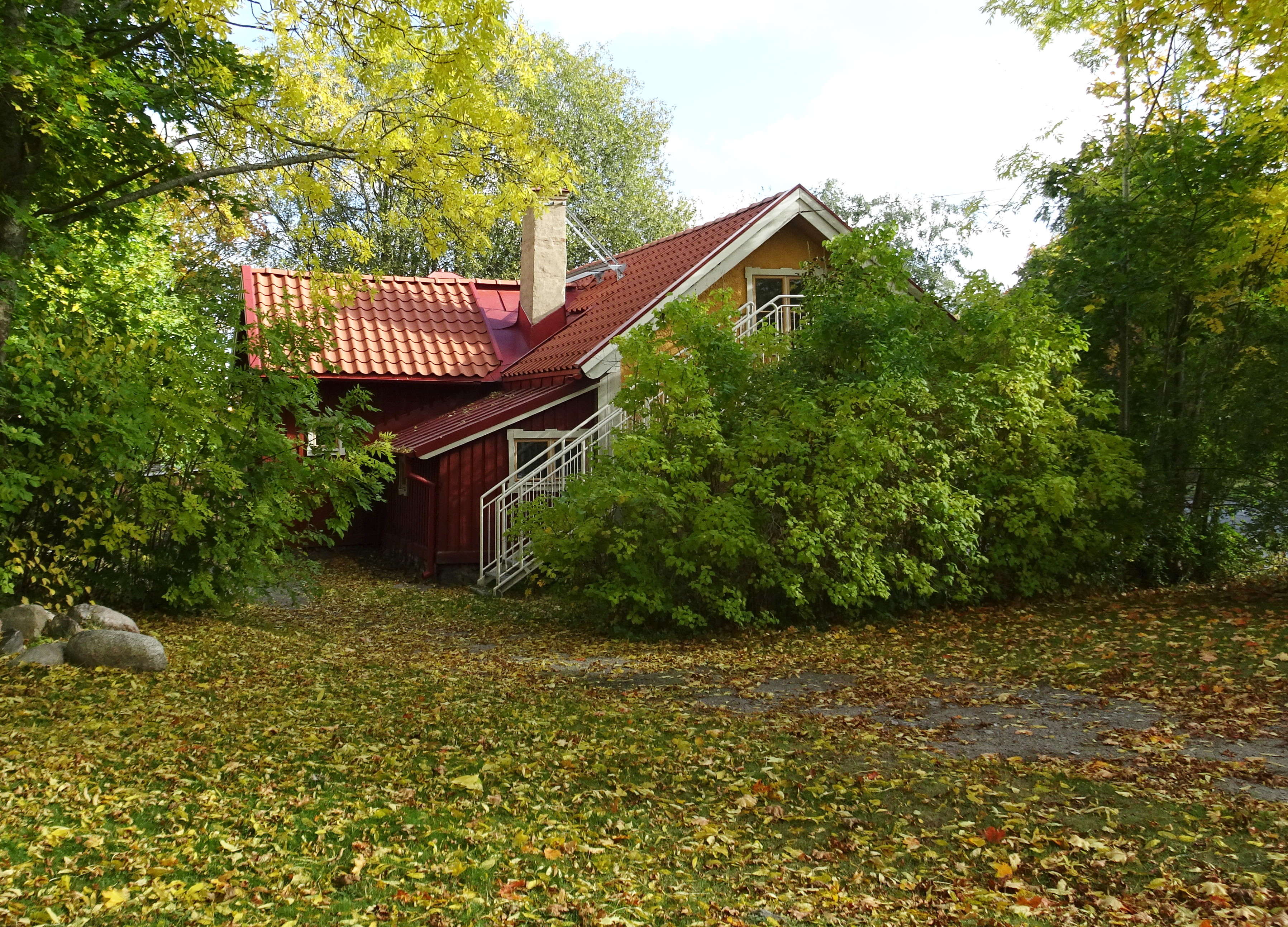
Fasaden mot väster och norr.

Den lilla reveterade träbyggnaden på hög stensockel uppfördes sannolikt under 1700-talet. Platsen var välvald eftersom läget vid allmänna landsvägen (dagens Stockholmsvägen) och närheten till Lidingö kyrka garanterade frekvent besök av kroggäster. Här strålade landsvägen från Stockholm samman med landsvägar från bland annat gårdarna Sticklinge, Elfvik, Skärsätra, Mölna och Gåshaga.
Under 1700-talets andra hälft finns ”oordning och uppträdanden” dokumenterad (med uppträdanden avses här bråk mellan kroggästerna). Näsets krog sades hindrade även sockenbor att komma till gudstjänst. Området kom att utvecklas till centrum för Lidingö socken. Utöver Näsets krog fanns här sockenstugan, klockargården, olika skolhus och fattigstuga. På 1800-talets slut öppnade även Lidingös första handelsbod i Villa Nynäs, grannhuset till krogen. Men då hade krogrörelsen upphört, förmodligen redan i början av 1800-talet. Byggnaden användes därefter bland annat som bostad. Huset ägs av Lidingö kommun som 1974-1975 lät upprusta det till scoutlokal, då tillkom en tillbyggnad mot norr. Byggnaden kan hyras av föreningar och studieförbund.